# Philip Vinckeboons
Philip Vinckeboons,   o Vinckboons o Vynckboens o Vinckenboom (Mechelen, 1545 – Amsterdam, 1601), è stato un pittore fiammingo.

## Biografia
Padre e maestro di David Vinckboons, fu attivo a Mechelen dal 1573, anno in cui divenne membro della locale Corporazione di San Luca, e fino al 1579. In questo periodo sposò Cornelia Carrè. Nel 1579 o 1580 si trasferì con la famiglia ad Anversa, dove operò fino al 1586. Lavorò, inoltre, a Middelburg dal 1586 al 1591 e ad Amsterdam dal 1591 al 1601, divenendone cittadino l'8 marzo 1591.
Utilizzò principalmente le tecniche della pittura a olio e dell'acquerello. Quest'ultima utilizzata per realizzare grandi arazzi di tela, una specialità della zona di Mechelen.